# Marco Langner (Fußballspieler)
Marco Langner (* 8. Mai 1969 in Würzburg) ist ein ehemaliger deutscher Fußballtorhüter und heutiger Torwarttrainer.

## Karriere
Marco Langner spielte bis 1993 für den SC Pfullendorf, von wo es ihn 1993 zu den Stuttgarter Kickers verschlug. Nach zwei Jahren bei den Kickers wechselte der Torwart zum SV Waldhof Mannheim aus der 2. Bundesliga. Nach zwei Jahren in Mannheim folgte seine letzte und gleichzeitig längste Profistation, der SSV Reutlingen 05, dem er insgesamt 10 Jahre treu und beinahe die ganze Zeit unangefochtener Stammtorhüter blieb. Zwischenzeitlich füllte er auch dort das Amt des Torwart-Trainers aus, bis er 2007 von dem Schweizer Andreas Kronenberg abgelöst wurde.
2007 beendete Langner seine Karriere und wurde auf Vorschlag von Robin Dutt Torwarttrainer beim SC Freiburg. 2009 wurde man mit dem SC Meister der 2. Bundesliga. Bereits im März 2011 wurde bekannt, dass Langner nach der Saison 2010/11 mit Dutt und Co-Trainer Damir Burić zu Bayer 04 Leverkusen wechseln wird. Die Verträge des Trainerstabs wurden bei Leverkusen bereits während der Saison 2011/12 wieder aufgelöst. Als Robin Dutt zur Saison 2013/14 als Cheftrainer die Nachfolge Thomas Schaafs bei Werder Bremen antrat, nahm er seine Co-Trainer Burić und Langner mit in die Hansestadt. Zusammen mit Dutt und Burić wurde er nach 9 sieglosen Spielen in der Saison 2014/15 im Herbst 2014 freigestellt. Im November 2015 wurde er der neue Torwarttrainer des VfB Stuttgart und arbeitete auf dieser Position bis zum Ende der Saison 2018/19.
Am 11. Januar 2021 wurde bekannt gegeben, dass Langner mit sofortiger Wirkung den Posten des Torwarttrainers bei den Würzburger Kickers von Robert Wulnikowski übernimmt. Nach der Saison 2021/22, nach der der Verein mit dem zweiten Abstieg in Folge den Gang in die viertklassige Regionalliga Bayern antreten musste, verließ er die Würzburger Kickers wieder. Anschließend führte er von Oktober 2022 bis Juni 2023 das Amt des Torwarttrainers beim SSV Jahn Regensburg aus.
Zur Saison 2024/25 trat Langner die Nachfolge von Marco Kostmann als Torwarttrainer beim FC Augsburg an.

## Privates
Marco Langner ist verheiratet und hat zwei Kinder.